# Marjorie Cox Crawford
Marjorie Cox Crawford (1903 − 1983) fou una tennista australiana durant les dècades dels 1920 i 1930.
Va guanyar l'Australian Championships en la categoria de dobles femenins i de dobles mixts, i en categoria individual fou finalista d'aquest torneig. Va guanyar un total de quatre títols de Grand Slam de nou finals disputades. Es va casar amb el tennista Jack Crawford el 28 de febrer de 1930, amb qui va disputar totes les finals en categoria de dobles mixts.

## Torneigs de Grand Slam

### Individual: 1 (0−1)
| Resultat  | Núm. | Any  | Campionat                | Oponent          | Marcador      |
| --------- | ---- | ---- | ------------------------ | ---------------- | ------------- |
| Finalista | 1.   | 1931 | Australian Championships | Coral Buttsworth | 6−1, 3−6, 4−6 |

### Dobles femenins: 3 (1−2)
| Resultat   | Núm. | Any  | Campionat                    | Parella             | Oponents                                 | Marcador      |
| ---------- | ---- | ---- | ---------------------------- | ------------------- | ---------------------------------------- | ------------- |
| Finalista  | 1.   | 1926 | Australian Championships     | Daphne Akhurst      | Esna Boyd Robertson Meryl O'Hara Wood    | 3−6, 8−6, 3−6 |
| Finalista  | 2.   | 1930 | Australian Championships (2) | Sylvia Lance Harper | Emily Hood Westacott Margaret Molesworth | 6−3, 0−6, 5−7 |
| Guanyadora | 1.   | 1932 | Australian Championships     | Coral Buttsworth    | Dorothy Weston Kathleen Le Messurier     | 6−2, 6−2      |

### Dobles mixts: 5 (3−2)
| Resultat   | Núm. | Any  | Campionat                    | Parella       | Oponents                            | Marcador        |
| ---------- | ---- | ---- | ---------------------------- | ------------- | ----------------------------------- | --------------- |
| Finalista  | 1.   | 1929 | Australian Championships     | Jack Crawford | Daphne Akhurst Edgar Moon           | 0−6, 5−7        |
| Finalista  | 2.   | 1930 | Australian Championships (2) | Jack Crawford | Nell Hall Hopman Harry Hopman       | 9−11, 6−3, 3−6  |
| Guanyadora | 1.   | 1931 | Australian Championships     | Jack Crawford | Emily Hood Westacott Aubrey Willard | 7−5, 6−4        |
| Guanyadora | 2.   | 1931 | Australian Championships (2) | Jack Crawford | Nell Hall Hopman Jiro Sato          | 6−8, 8−6, 6−3   |
| Guanyadora | 3.   | 1931 | Australian Championships (3) | Jack Crawford | Marjorie Gladman Ellsworth Vines    | 3−6, 7−5, 13−11 |

## Trajectòria

### Individual
| Australian Championships                                                                                                   | QF | SF | QF | 2R | SF | QF | F | QF | 2R | 0 / 9 |
| Internationaux de France                                                                                                   | A  | A  | A  | A  | A  | A  | A | A  | 2R | 0 / 1 |
| Wimbledon | A  | A  | A  | A  | A  | A  | A | 1R | A  | 0 / 1 |
| US Championships | A  | A  | A  | A  | A  | A  | A | A  | A  | 0 / 0 |
| Llegenda: G: Guanyador; F: Finalista; SF: Semifinalista; QF: Quarts de final; Q: Qualificació; A: Absent; RR: Round Robin; |    |    |    |    |    |    |   |    |    |       |

### Dobles femenins
| Australian Championships                                                                                                   | SF | F | SF | SF | A | F | SF | G | QF | 1R | 1 / 9 |
| Internationaux de France                                                                                                   | A  | A | A  | A  | A | A | A  | A | A  | A  | 0 / 0 |
| Wimbledon | A  | A | A  | A  | A | A | A  | A | A  | A  | 0 / 0 |
| US Championships | A  | A | A  | A  | A | A | A  | A | A  | A  | 0 / 0 |
| Llegenda: G: Guanyador; F: Finalista; SF: Semifinalista; QF: Quarts de final; Q: Qualificació; A: Absent; RR: Round Robin; |    |   |    |    |   |   |    |   |    |    |       |

### Dobles mixts
| Australian Championships                                                                                                   | QF | QF | SF | A | F | F | G | G | G | 3 / 8 |
| Internationaux de France                                                                                                   | A  | A  | A  | A | A | A | A | A | A | 0 / 0 |
| Wimbledon | A  | A  | A  | A | A | A | A | A | A | 0 / 0 |
| US Championships | A  | A  | A  | A | A | A | A | A | A | 0 / 0 |
| Llegenda: G: Guanyador; F: Finalista; SF: Semifinalista; QF: Quarts de final; Q: Qualificació; A: Absent; RR: Round Robin; |    |    |    |   |   |   |   |   |   |       |